# Залив Бутакова
Залив Бутакова (ранее залив Перовского) — залив в северной части Малого Аральского моря. Залив расположен между полуостровами Шубартарауз и Коктырнак.
Назван в честь Оренбургского военного губернатора Василия Алексеевича Перовского, впоследствии переименован в честь Алексея Ивановича Бутакова — исследователя Аральского моря.
До понижения уровня моря протяжённость водной поверхности с запада на восток составляла около 40 км, наиболее широкая часть достигала 20 км. По оценке 1997 года длина залива сократилась до 20 км, ширина — до 3—4 км. Северное побережье — крутое, юго-западное — низменное. Рельеф местности вблизи залива холмистый, распространены солонцы и такыры. На побережье произрастают камыш, чий.
В 1997 году в заливе Бутакова проводилось изучение донных организмов (бентоса). В заливе были обнаружены почти все организмы, характерные для Аральского моря. Их численность была довольно высокой.
Солёность в заливе Бутакова выше, чем в Северном Аральском море. По данным 2005 года, средняя солёность составляет 24-27 г/л.